# 浅間古墳
浅間古墳（せんげんこふん、英:Sengen KofunまたはSengen Ancient Tomb）は、静岡県富士市増川西村にある須津古墳群の増川I群に属する前方後方墳。国の史跡に指定されている。
東海地方最大の前方後方墳で、富士市教育委員会は増川地域の政治、社会、文化の重要な位置を占めていたことを示す貴重な文化財であると評価している。
地元では「浅間さん」という愛称で親しまれている。浅間古墳の墳頂部に浅間神社を祀っていることから浅間神社古墳とも呼ばれる。考古学上の正式名称は増川I第一号古墳。

## 概要
浅間古墳が属する須津古墳群は、209基以上の古墳から構成され、須津川西岸の中里地域に群在するものは中里K群、須津川東岸の神谷地域に群在するものは須津（神谷）J群、増川地域に群在するものは増川I群と呼ばれている。その中でも浅間古墳は増川I群に属しており、須津古墳群で初期、増川I群で最古に築造された。また、須津古墳群最大の古墳で、須津古墳群の中心的な古墳である。
浅間古墳は、浅間神社を祀っており、後方部に社殿がある。この地域名から「須津浅間神社」「増川浅間神社」と呼ばれることもある。浅間古墳の名称は、この浅間神社が由来である。
この地域を収めていた国造である珠流河国の王の墓とされる説など被葬者には諸説があり（後述）、4世紀半ばまたは4世紀後半から5世紀初頭に築造されたと推定される（後述） 。葺石が墳丘の全面にあるが、埴輪の有無についてはさまざまな意見に分かれる。発掘調査が行われていないため、埋葬施設は不明だが、2020年に行われた地中レーダー探査により、天井石がない竪穴式石室あるいは粘土槨のような埋葬施設があると考えられている。（後述）　
1957年（昭和32年）7月1日に駿河地方における壮大な墳丘として価値高いものであるとして、国の史跡に指定された。

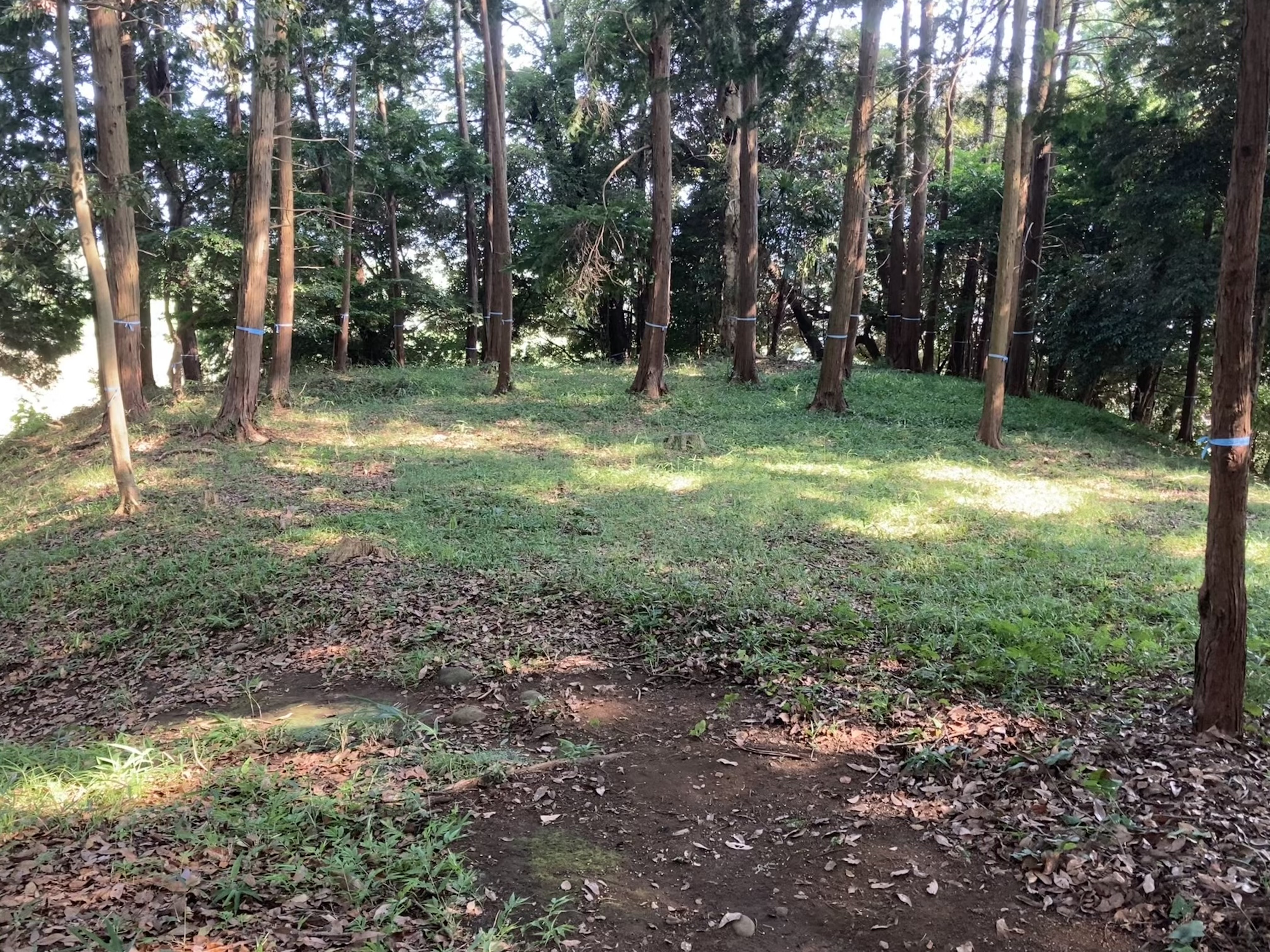
前方部（墳頂部から望む）
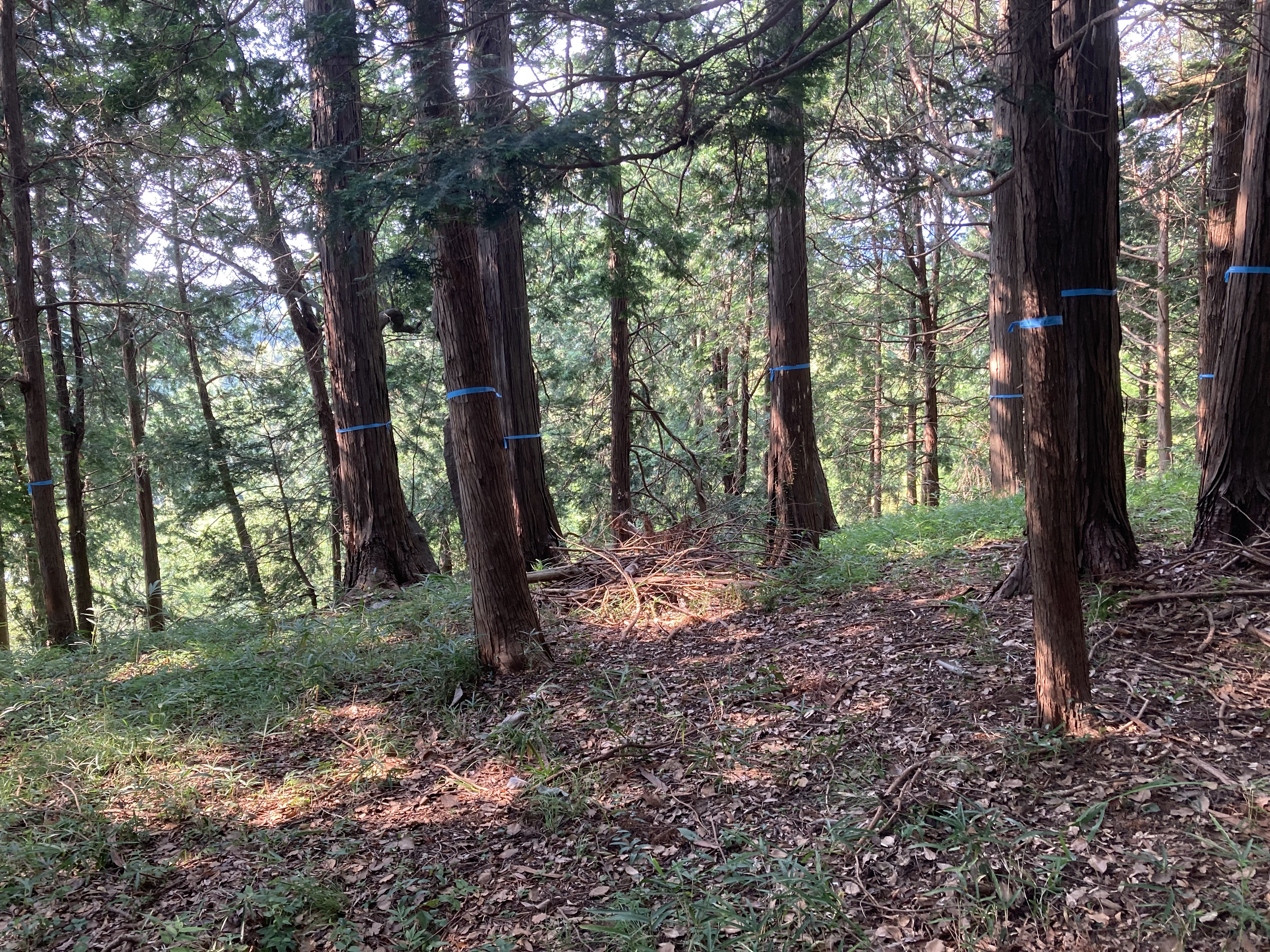
後方部（墳頂部から望む）

## 自然地形と立地
浅間古墳は、愛鷹山麓から延びる丘陵の先端部である標高53mの等高線と並行して墳丘が盛り上がっており、後方部を西に向けるように立地している。そのため、下の平野部から望むと墳丘の側面を見上げることになる。権力を誇示し見せつけるために造られる政治的モニュメント（記念碑）である古墳の特徴は浅間古墳でも当てはまり、事実、浅間古墳は南側（海側）から見ると、高く見上げるほどだが、周りから見えない北側（山側）から見ると、さほど高くない。それにより、地形を巧みに利用し視覚効果を高め、見えないところには労力をかけず最大限大きく見えるようにしてある。そのような立地の特徴は、浅間古墳が古墳時代前期に築造されたことを表している。また、浅間古墳は海上からの目印の役割を果たしていた可能性がある。浅間古墳は愛鷹山麓が平地に接する高台に位置し、築造当時、墳頂部から背後に富士山を仰ぎ、眼下に浮島沼を見下ろし、その向こうに駿河湾を一望できていた。

### 前方部
浅間古墳の前方部前端の北側斜面一帯は無数の横穴が空いている。その部分は、横穴状の芋の貯蔵穴であると調査により判明した。この穴の壁面を観察すると愛鷹山麓に厚く堆積するローム層が浅間古墳の等高線6メートル付近まで及んでいる。また、後方部北西斜面の畑と墳丘斜面を区切る壁面を観察すると、同様のローム層が等高線5メートル付近まである。その2つの事実から空濠のある側では等高線5メートル付近まで地山であり、墳丘はその上に盛土したもので、浅間古墳の南西の側面は丘陵傾斜を考慮し、等高線8メートル付近まで地山を整形し、その上に盛土をして墳丘を築いたものであると推定される。そして、その盛土の一部は空濠を作ると同時に採土を利用したものである。

### 付近の遺跡や古墳との位置関係
浅間古墳の南側には根方街道（静岡県道22号三島富士線）が通っている。鎌倉時代以前にはこの街道はなかったが、その当時から人の行き来があったと考えられる。富士市役所の北側に位置する東平古墳を起点に、東に舟久保遺跡、宇東川遺跡、祢宜ノ前遺跡、そして浅間古墳の南東に宮添遺跡といずれも拠点的な大集落が約2kmの間隔で根方街道に沿い点在している。それにより、それぞれの集落の人が他の集落と交流し密接な地域社会を生み出していたと考えられている。　
浮島沼の湿地を利用しての稲作、川や海の幸を利用して他地域との交流も行われていたと考えられている。

## 外部施設と出土品
浅間古墳には、外部施設として葺石と周溝・周濠がある。出土品は須恵器が出土したとされているが、埴輪に関してはさまざまな意見があり、存在は不明である。

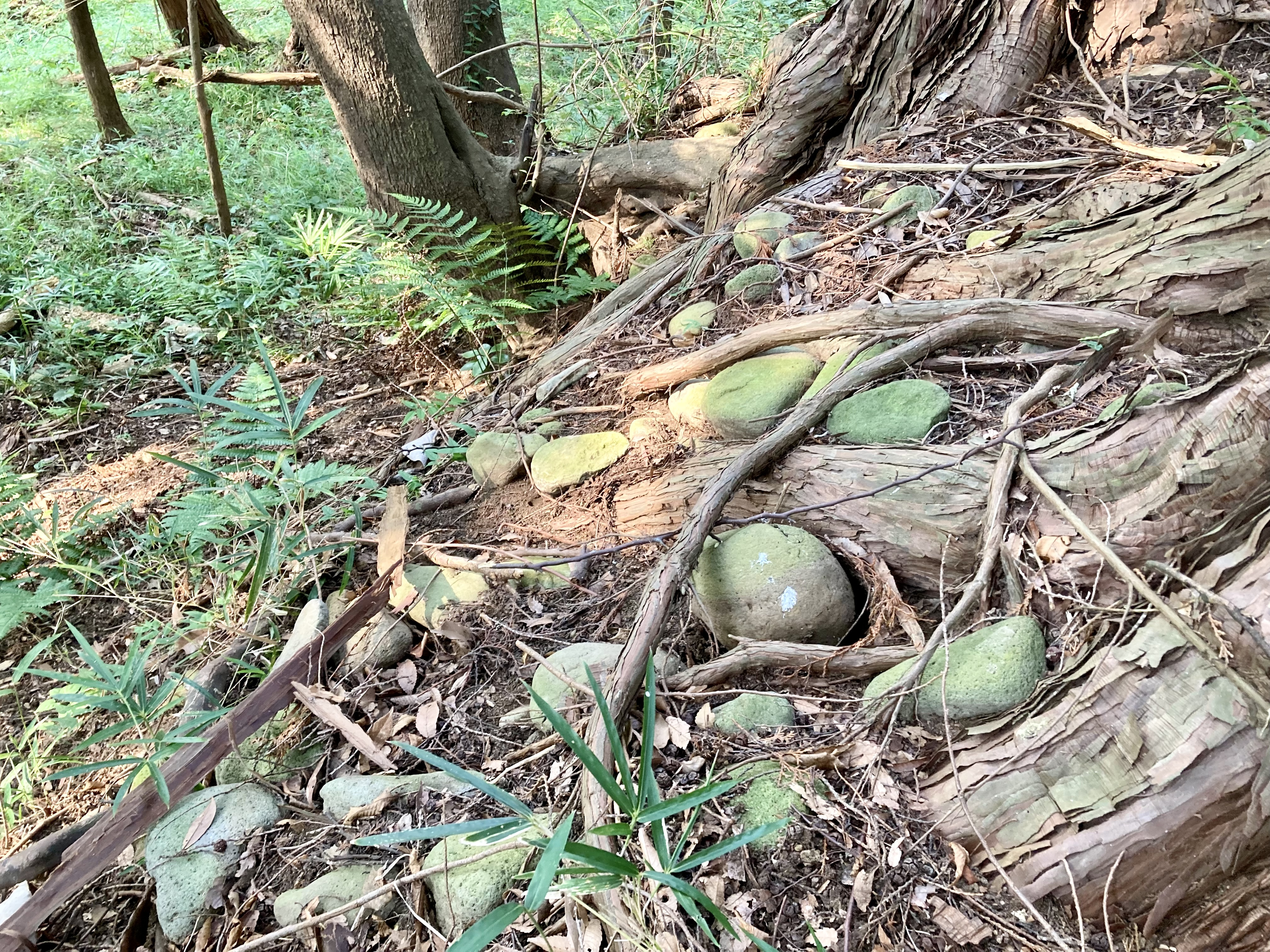
後方部で確認された葺石

### 葺石
墳丘の全体に直径20〜50センチメートルの河原石が敷き詰められている。この石は土留めや草木の繁茂を防いだり、墳丘の偉容さを表した葺石とされていて、墳頂部にある浅間神社の社殿の基壇にされている。しかし、後方部西北斜面は畑に利用されているため葺石は明らかではない。

### 周溝・周濠
浅間古墳には、周溝と呼ばれる墳丘の周囲に掘られた溝の痕跡が残っている。また、前方部から見て右側である北東方向、愛鷹山寄りの丘陵と墳丘の間に幅16メートル、長さ50メートルの畑がある。それは丘陵と墳丘を区切る空濠（周濠のうち水が入っていないもの）の一部とされている 。周濠は北東にのみ存在した。

### 埴輪
浅間古墳に埴輪が存在したのかについては存在したという意見、存在していないという意見、埴輪の存在は不明である意見がある。しかし、浅間古墳は発掘調査が行われていないため詳細は不明である。

## 築造時期
浅間古墳は発掘調査が行われておらず築造時期の手がかりとなる副葬品が見つかっていないため詳細な築造時期はわかっていない。しかし、南側（海側）が高く北側（山側）が低くなっている立地や葺石の存在が認められることにより4世紀後半から5世紀初頭に築造されたと推定されているが、編年根拠が乏しい。4世紀半ばに築造されたとしている文献もある。
日本で古墳が作られた時代である古墳時代を年代ごとに分類すると3世紀末〜4世紀代を古墳時代前期、5世紀を古墳時代中期、6世紀以降を古墳時代後期となる。浅間古墳は4世紀後半から5世紀初頭または4世紀半ばに造営されたと考えられているため、古墳時代の分類に当てはめ、古墳時代前期〜中期に造営されたとわかる。

## 被葬者

### 珠流河国造とする説
古墳時代前期〜中期に造営された古墳の特徴として、規模が比較的大きく単独で存在していたことが挙げられる。そのことから浅間古墳でも一般的な前期〜中期の古墳と同様、弥生時代以降に各地で成長してきた在地豪族である首長が祀られていると考えられている。首長の勢力範囲については一般には、後の国造の勢力範囲とほぼ同じと考えられているため、この地域では富士市から沼津市と駿東郡の一部である珠流河国とされている。したがって、浅間古墳の被葬者は弥生時代以降この地域で勢力を伸ばし、在地豪族の頂点に立った者、すなわち珠流河国の王とも言うべき位置を占めた首長である珠流河国造とする説である。　

#### 初代国造である片堅石命とする説
1990年代、珠流河国最古の古墳は、静岡県立吉原工業高等学校の建設時に発見された墳丘長約60メートルの前方後円墳である東坂古墳、または浅間古墳のどちらかであるとされていた。東坂古墳は浅間古墳と同じく4世紀前半から5世紀後半に築造されため、浅間古墳と東坂古墳のどちらが先に築造されたか分かっていなかった。それゆえ、珠流河国最古の古墳は東坂古墳である説と浅間古墳である説の二つの説があった。しかし、前方後方墳の研究が進むにつれ、前方後方墳は前方後円墳に先行して築造されたという意見が出たことがきっかけに浅間古墳が珠流河国最古の古墳である説は高まった。その後、東坂古墳は発見された鏡などの副葬品の検討が進められ、5世紀初頭に築造されたことが判明した。前方後方墳は前方後円墳に先行して築造された説に当てはめ、東坂古墳は浅間古墳より後にできたことが推定され、ゆえに浅間古墳珠流河国最古の古墳であると推定された。歴史学者である原秀三郎は、珠流河国最古であることから被葬者は珠流河国造の初代であるという説を提唱している。『国造本紀』によると
上記のように記述があり、大新川命の子供である片堅石命が珠流河国の初代国造になったとされている。それにより原秀三郎は浅間古墳の被葬者は珠流河国初代国造である片堅石命であると提唱し、東坂古墳には珠流河国造の第二代が被葬されたとしている。
初代の浅間古墳は前方後方墳で第二代の東坂古墳は前方後円墳という謎がある。それには考古学者である広瀬和雄が提唱した前方後円墳体制による前方後方墳と前方後円墳に階級が存在するという説によるものであるという考え方がある。また、魏志倭人伝の記載にされているように邪馬台国の卑弥呼と狗奴国の卑弥弓呼は対立していた。狗奴国（前方後方墳）の勢力が邪馬台国（前方後円墳）より大きくなり前方後方墳が築造されたという説もある。
珠流河国造の勢力が強いものであったことは浅間古墳や東坂古墳の規模の大きさからも推定することができる。ところが、第三代以降の勢力は小さくなっていった。第三代または第四代を被葬した古墳に比定される前方後円墳である長塚古墳（沼津市）は、盗掘に遭っているため内部主体や副葬品がどのようなものであったかを推定することはできないが、沼津市域では最も大きい古墳であった。しかし、初代、第二代と否定される浅間古墳や東坂古墳の比ではなく少し劣っている。さらに吉原市（現在の富士市）の伊勢塚古墳は、直径54メートル、南側の高さ8メートルの大古墳であるが全国的に見るとそのような古墳は数多くある。これらを勘案すると珠流河国造は中期末から後期にかけてあまり勢力を振るわなかったのではないかと考えられている。

### 富士氏とする説
歴史学者の仁藤敦史は、浅間古墳及び東坂古墳の被葬者を、富士郡大領および富士山本宮浅間大社宮司であった富士氏の墳墓であるという説を提示している。 しかし、和邇部臣から郡司に任命されたのは、延暦14年（795年）に富士豊麿が駿河国富士郡を治める大領になり、延暦20年（801年）に神主となったのが最初であった。その後5世紀以降、8世紀に至るまでの活躍は希薄であるため、物部氏を凌ぐ勢力があったと考えられないと原秀三郎はこの説を否定している。

### 中国からの帰化人または中国文化に深い関わりのある人物とする説
世界的に一般的な墳墓の形は円墳であり、方墳は中国のみで一般的な形であった。その中国の墳墓の形に前方部を付けたのが浅間古墳の形状である前方後方墳である。そのため、この前方後方墳を築いた人物が何か中国に関わりのある人物であるとされている。西暦6世紀から7世紀に入ると方墳及び前方後方墳は一般的になり、推古天皇陵とされている山田高塚古墳など多くの方墳、前方後方墳が築造された。しかし、浅間古墳が築造された西暦4世紀から5世紀ごろはほとんど方墳及び前方後方墳は築造されていなかった。そのため、浅間古墳の被葬者は中国に関わりのある人物、つまり中国からの帰化人または中国文化に深い関わりのある人物である可能性が高いとする説が存在する。

## 測量調査と歴史
1901年（明治34年）、富士市の東部、須津地区の増川地域に考古学者である坪井正五郎が来訪し、浅間塚古墳（現在の浅間古墳）を発見した。

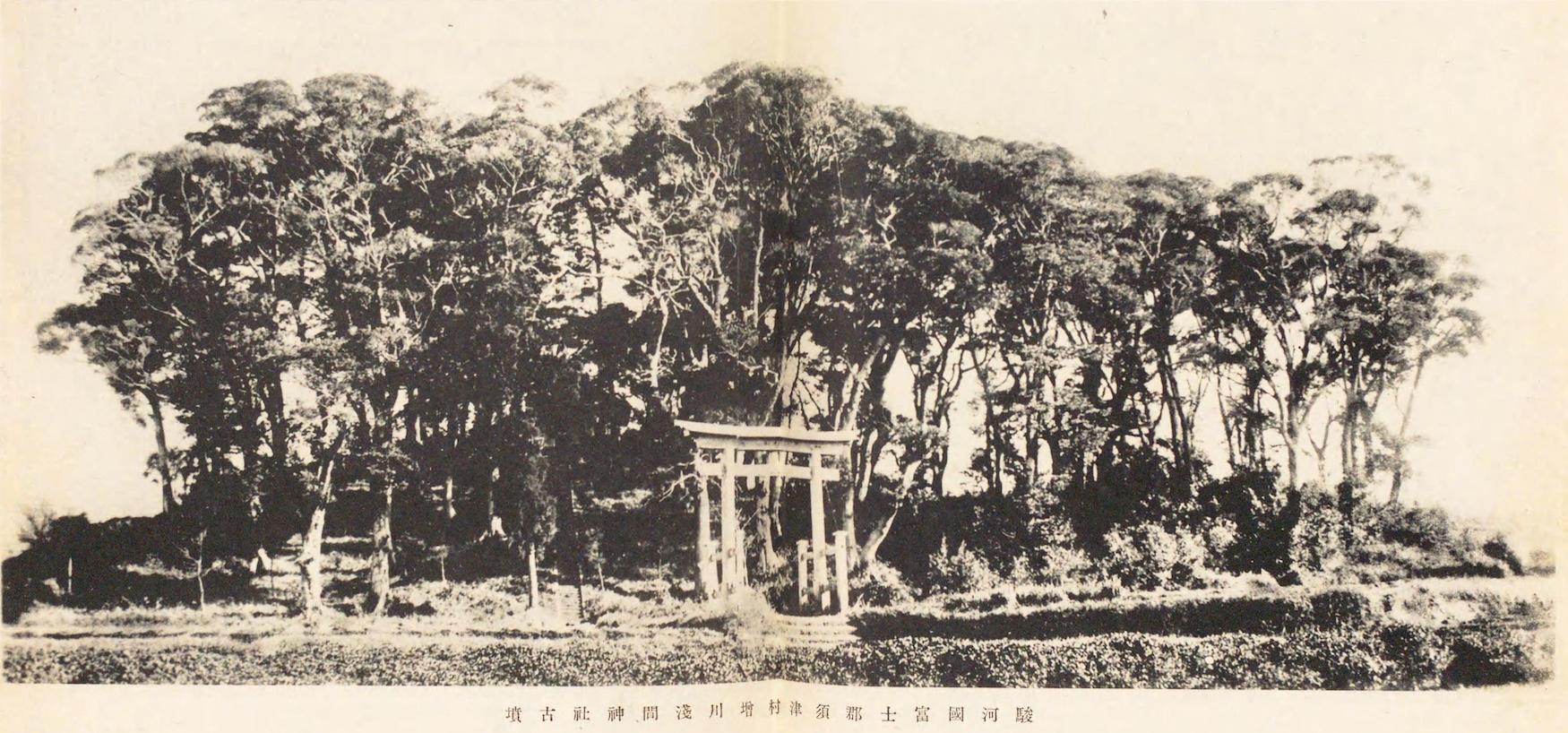
浅間神社古墳（原本は1930年に発行された『静岡県史 苐一卷』）

1930年（昭和5年）、足立鍬太郎が編纂した『静岡県史』は、浅間古墳を以下のように記述している。

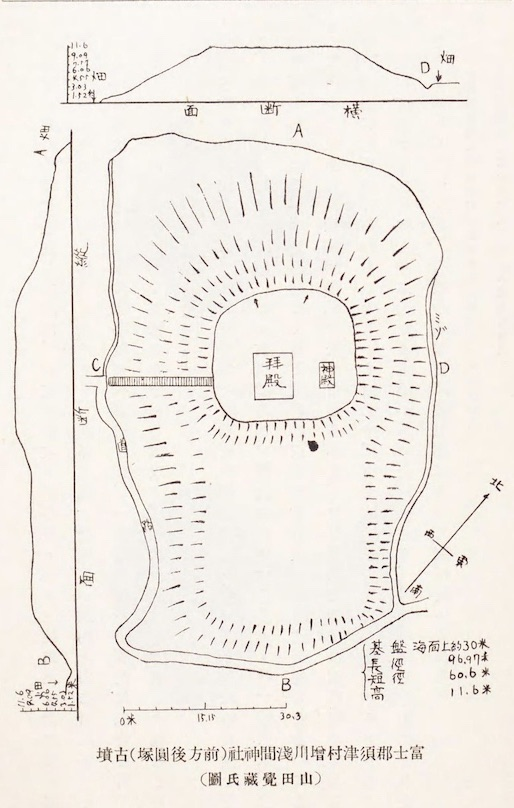
浅間古墳実測図（原本は1930年に発行された『静岡県史 苐一卷』）

県史編纂当時は、前方後方墳に関する知識はとても浅かったため、前方後方墳ではなく前方後円墳と分類されていた。 
1955年（昭和30年）3月に小野真一が踏査した結果も静岡県史と同様、前方後円墳であるということが判明した。 
また、静岡県史に掲載されていた浅間古墳実測図は実際には不正確な略図であったため、墳丘の形式を理解することさえ不可能に近く、前方後方墳と前方後円墳の理解に苦しむものであり、ゆえに浅間古墳は前方後円墳であると信じられていた。このような前方後方墳を前方後円墳と誤って理解する事例は、浅間古墳の他にも奈良県の新山古墳のような例がある。2024年時点でも文化庁が提供する文化遺産オンラインでは、前方後円墳と静岡県史と同様の掲載がされている。 

### 後藤守一による測量調査（1955年）
1955年（昭和30年）頃、古墳北側の畑を吉原市が買い上げることとなり、それを機会に、考古学者である後藤守一に測量調査を依頼した。その結果、前方後方墳であり大きさが全長100メートルの県東部最大級の古墳と判明した。

### 内藤晃による測量調査（1957年）
1957年（昭和32年）6月、浅間古墳の国指定史跡指定に際して正確な測量が必要になったため、静岡県は静岡大学教授・内藤晃に依頼した。この測量の結果をまとめた、内藤晃の論文『遠江駿河の前方後方墳』によると、浅間古墳は全長103メートルの前方後方墳であり、墳丘の表面には葺石が存在する、富士市にある東坂古墳と同様の古墳時代中期にできた古墳であることが指摘されている。この結果はすぐに考古学会に広まり、同年に編纂された『吉原市の古墳』には、浅間古墳が4世紀後半から5世紀初頭に築造された駿河国最古の古墳であると記述された。

### 静岡大学人文学部考古学研究室による測量調査（1997年）
1997年（平成9年）、静岡県が県内の重要遺跡を調査することになり、静岡県教育委員会から委託を受けた静岡大学人文学部考古学研究室が測量調査を行った。結果、浅間古墳は全長90メートルの前方後方墳で葺石が存在するが、埴輪は存在しないということが再確認された。南側（海側）が北側（山側）より墳丘が大きく造られているという非対称形の平面プランをもつことが確認された。

### 地中レーダー探査（2019年）
浅間古墳はこれまで発掘調査が行われておらず、墳丘の状態や埋葬施設の存在が不明だった。そのため、2019年（令和元年）10月上旬から中旬、富士市が株式会社フジヤマに委託し、地中レーダー探査を実施した。結果、浅間古墳後方部にある浅間神社の西側の地表2.0メートルから2.5メートルの深さに強い異常反応を示す長辺約9.5メートル、短辺約6.8メートルの範囲と、異常反応を示さない長辺約7.4メートル、短辺約2.2メートルの範囲が確認された。ここの地点は一般的に埋葬施設が作られる場所であるため、1〜3メートル程度の構造物に囲まれた埋蔵物、天井石がない竪穴式石室あるいは粘土槨のような埋葬施設があると考えられている。
『埋蔵文化財ニュース』において考古学者である若狭徹は、「東海地方最大級の古墳の埋蔵施設の構造がわかったことは非常に重要である。また、埋蔵施設が直交するのは浅間古墳に先立って築造された沼津市の高尾山古墳と同じであり、高尾山古墳から地域首長権の系譜を弾いていることが推定され、高尾山古墳は木棺直葬であったが次代の浅間古墳の段階で竪穴式石室が採用されたとなると斜面に葺石が採用されていることも含めて中央政権との関係が深まったことが推定される。」と述べている。
同様に『埋蔵文化財ニュース』において考古学者である滝沢誠は、「埋蔵施設は古墳時代前期に特徴的な長大な竪穴式石室であるものをうかがわせるものである。しかし、天井石が存在しないと推定されるなど、他とは違う特徴を持っている可能性がある。竪穴式石室の存在をもってヤマト政権との関係を強調することはできないかも知れない。」と述べている。

### UAVレーザー調査（2020年）
2020年（令和2年）6月、浅間古墳は幾度も測量が行われてきたが、より詳細で広範囲な測量を行い、3次元データを取得するためUAV（ドローン）による調査が、古墳の中心より南北に150m、東西300mの範囲で行われた。本調査は上空を飛行するドローンから、地上にレーザーを照射し、ドローンと地表面との距離を測定した。このレーザーは木が生い茂っている場所でも地表面まで到達するため、より正確な古墳の形を測量できる。本調査の結果、後方部側面に平坦部が存在し、浅間古墳は後方部二段、前方部一段の前方後方墳であることが判明した。また、以前から判明していた南側（海側）と北側（山側）の高さが異なり、南側（南側）が高く作られていることが明確になった。

## 保存運動
2023年（令和5年）に富士市は「富士市史跡保存整備推進委員会」を設置し、同年8月に第1回富士市史跡保存整備推進委員会を行い、浅間古墳を同じく富士市にある市指定史跡千人塚古墳や県指定史跡琴平古墳と一体となり保存計画が策定された。また、地元の菓子店が「古墳クッキー」を開発したことや小学生が企画した「浅間古墳カレー」を地元のカフェが実現するなど浅間古墳を活用する動きが広まっている。